# Aleix Vidal
Aleix Vidal Parreu [alejš vidal] (* 21. srpna 1989, Valls, Španělsko) je španělský fotbalový záložník či obránce a reprezentant, od léta 2021 hráč Espanyolu. Mimo Španělsko působil na klubové úrovni krátce v Řecku, jinak je spíše známý svým působením v Almeríi a později v Seville, se kterou se probojoval až do finále Evropské ligy 2014/2015, v němž jeho tým porazil ukrajinský klub FK Dněpr Dněpropetrovsk 3:2.

## Klubová kariéra

### Začátky
Aleix Vidal se narodil v městě Valls, které se nachází v provincii Tarragona, a právě za jejich tým si poprvé kopl do míče jako registrovaný fotbalista. Po pouhém roce však zamířil do výběru Infantil B v FC Barcelona, kde se potkal s Jordim Albou. Hned po roce se však znovu stěhoval a to do Cambrils, než zamířil do Gimnàsticu. Dva roky pak působil v mládežnických výběrech Realu Madrid, než se dostal do Reusu, odkud zamířil do Espanyolu.
Za něj však v prvním roce neodehrál ani jeden zápas a zamířil na hostování do Dammu. Nadcházející rok však nebyl o moc lepší a po dvou startech byl poslán na hostování do farmářského celku Pobla de Mafumet CF. 31. srpna 2009 přestoupil znovu do Nàsticu, jak se celku z Tarragony přezdívá, nicméně v létě nadcházejícího roku na něj čekalo angažmá v rezervě RCD Mallorca a působení ve třetí nejvyšší španělské soutěži. Uprostřed června roku 2011 vystřídal rezervu, když přestoupil do UD Almería.

### UD Almería
Zde už si konečně připsal seniorský debut a to hned 27. srpna téhož roku v duelu s Córdobou. Do áčka byl definitivně přesunut po odchodu Alberta Crustata do Wiganu, po němž zdědil i číslo 8. Ve své druhé sezoně už Vidal odehrál 37 zápasů, z nichž 30 bylo v základní sestavě. Celkem nasbíral téměř 2 600 odehraných minut a na návratu do La Ligy po dvou letech tak měl obrovský podíl.
6. srpna 2013 prodloužil Vidal smlouvu do roku 2017 a mezi španělskou elitou si připsal premiéru o 8 dní později, v zápase s Villarrealem. V něm se objevil v základní sestavě, avšak prohře 2:3 na domácím stadionu nezabránil. První gól zaznamenal o necelý měsíc později, při porážce 2:4 od Atlética Madrid.

### Sevilla FC
16. června roku 2014 Vidal přestoupil za částku 3 miliony eur do Sevilly, kde podepsal čtyřletý kontrakt. Hned 12. srpna si na Cardiff City Stadium zahrál v prestižním utkání o Superpohár UEFA proti Realu Madrid. Po šestašedesáti minutách jej vystřídal další debutant, Iago Aspas. Ani jeden z nich však nezvrátil prohru 0:2. O 11 dní později se ale Aleix mohl radovat z první branky pro Los Nervionenses, když otevíral skóre domácího utkání s Valencií, jenž nakonec skončil remízou 1:1.
7. května nastoupil k zápasu proti ACF Fiorentina v rámci semifinále Evropské ligy a poněkolikáté to bylo na pozici pravého beka, kde jej kouč Unai Emery začal využívat. Před svým odchodem ze hřiště v 58. minutě, kdy jej nahradil Coke, stihl dát dvě branky a nahrát na třetí, jejímž autorem byl Kevin Gameiro, a vysokou měrou se tak podílel na výhře 3:0. O dvacet dní později naskočil i do varšavského finále proti FK Dněpr Dněpropetrovsk, které skončilo výhrou Sevilly 3:2.

### FC Barcelona
Po sezóně 2014/2015 jej za částku 18 milionů eur + bonusy koupil čerstvý vítěz Ligy mistrů UEFA 2014/2015 FC Barcelona. Za Barcelonu však mohl nastoupit až v lednu 2016, neboť katalánský klub měl do konce kalendářního roku 2015 zákaz registrování hráčů, který dostal jako trest za porušení pravidel FIFA týkajících se přestupů mladých hráčů.

## Reprezentační kariéra
Vidal si 30. prosince roku 2013 odbyl debut za katalánskou reprezentaci, když na Estadi Olímpic Lluís Companys odehrál druhý poločas utkání s Kapverdami, které domácí vyhráli 4:1.
26. května 2015 byl společně se spoluhráčem ze Sevilly Sergiem Ricem poprvé povolán do španělského národního A-týmu pro přátelský zápas s Kostarikou a kvalifikační zápas na EURO 2016 proti Bělorusku. Debutoval 11. 6. 2015 v utkání proti Kostarice (výhra 2:1).

## Úspěchy

### Klubové
Sevilla FC
- vítěz Evropské ligy UEFA (2014/2015)